# Jan Mergelkamp
Jan Mergelkamp (1869 – 9. April 1934 in Berlin-Steglitz) war ein deutscher Theaterschauspieler und Opernsänger (Bariton).

## Leben
Mergelkamp arbeitete zuerst als Schauspieler, wurde dann aber zum Sänger ausgebildet und gab als solcher sein Debüt 1903 am Hoftheater Karlsruhe. Von 1904 bis 1908 war er in Leipzig engagiert, von 1908 bis 1913 in Königsberg (Ostpreußen). Danach war er an diversen Bühnen beschäftigt und zuletzt (mindestens 1928) am Stadttheater Stettin.
Aus seinem Repertoire sind folgende Partien erwähnenswert: „Wanderer“ im Siegfried, „Gunther“ in der Götterdämmerung, „Kurwenal“ im Tristan, der „Amonasro“ in Aida, „Rigoletto“, „Eugen Onegin“ und der „Sebastiano“ in Tiefland.
Er trat auch erfolgreich als Konzertsänger auf.
Jan Mergelkamp besang sechs Seiten für die Marke Vox (Berlin 1922).